# Horatio Frederick Phillips
Horatio Frederick Phillips, född 2 februari 1845 i Londonförorten Streatham i England, död 15 juli 1926 i Milford on Sea, var en engelsk ingenjör och pilot. Han är känd för sina studier inom flygteknik och för att bygga flygplan med många vingar.
Phillips studerade lyftkraften hos olika vingprofiler i en tidig vindtunnel som drevs med ånga och kunde verifiera George Cayleys teori att vingar med en välvd översida ger bättre lyftkraft på grund av högre lufthastighet. Han fick patent på sina vingprofiler 1884 och 1891.

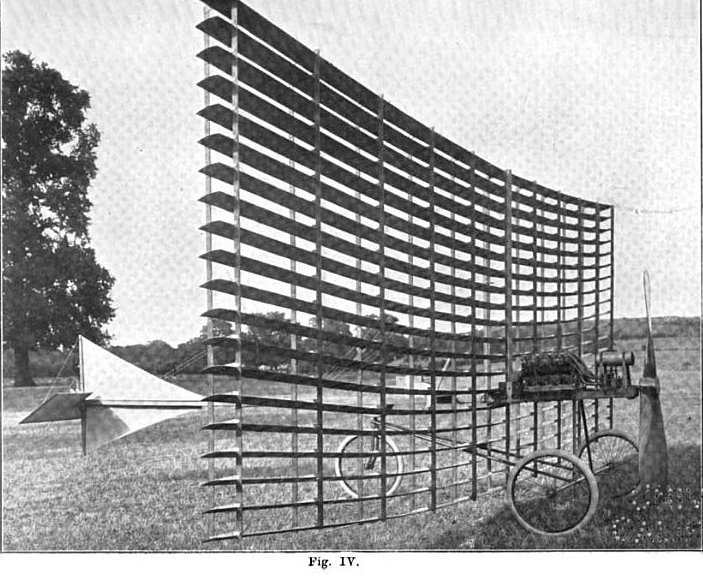
1904 års flygplansmodell.

För att bevisa sina teorier byggde han år 1893 ett flygplan med 50 vingar anordnade som i en persienn. Vingarna var 6,7 meter långa och fyra centimeter breda. Planet hade en koleldad motor som drev en propeller och kunde flyga med en hastighet på 65 kilometer i timmen i små skutt en halvmeter över marken på en rundbana. År 1904 byggde han ett flygplan med 20 vingar som flög cirka 15 meter och år 1907 en modell som flög omkring 150 meter. En kopia av 1904 års modell användes i filmen
Dessa fantastiska män i sina flygande maskiner från 1965.